# Ship Life. Сім місяців добровільного рабства
Ship Life. Сім місяців добровільного рабства — книга української письменниці, перекладачки та мандрівниці Ольги Мельник. Видана 2018 року в Чернівцях у «Видавництві 21».

## Опис
«Ship Life, або Сім місяців добровільного рабства» за художнім замислом написано у формі щоденника. Головна героїня — дівчина, яка колись працювала офіціанткою на американському круїзному лайнері. Події роману — це її спогади реальних подій, які відбувались впродовж семи місяців. Книга є своєрідною мандрівкою двадцятьма країнами Європи, Північної та Центральної Америки. Це своєрідний опис корабельного життя таким, яким воно є насправді.

## Сюжет
Героїня Ольги Мельник опиняється в нелегких умовах заробітчанства. Їй платять мізерну зарплатню, щоб отримувати більше доводиться сподіватися на щедрі чайові. На борту немає свободи, сама атмосфера нагадує рабство. Корабельне життя, у яке поринає головна героїня, — брутальне та жорстке. Організація життя і праці на судні змушує його працівників бути нахабними та егоїстичними. Але навіть тут є місце людським почуттям. Хтось шукає любові, інші потопають у розпусті. Цей бік життя на кораблі авторка описує особливо детально. Героїня мріє повернутися додому, однак все частіше вона задається думкою: а що буде, коли її висадять у найближчому порту без грошей? Вона мусить прийняти непросте рішення.

## Критика
Критики схвально оцінили книгу. Наприклад, літературний оглядач Дмитро Безверхній зазначив, що «Ця книга буде актуальною та корисною для тих, хто роздумує, чи правильно він вчинив, обравши те, що має… І, безумовно, для тих, хто просто любить читати якісні книги про море, подорожі… й знову море.». Літературний критик Мирослав Кравець на сайті літературної платформи «Leport» окреслив, що «Я майже впевнений, що одразу за цією книжкою з'явиться наступна: „Втомився жити як раб“, а потім недалеко і до „Не буду так жити, помру, але не буду“. Адже пам'ятаєте, напевно, що є раби, які тішаться своїм становищем, є раби, які не здогадуються про своє рабство, а є раби, які усвідомлюють своє рабське становище і борються проти нього. Останні — революціонери». Літературна критикиня Ганна Улюра на сайті інтернет-видання «Лівий берег» вказала, що «Часто-густо особистісне зростання, якого ми так прагнемо, полягає у здатності зберегти себе. Особистісний регрес — це відсутність прогресу? Прогрес — це спротив регресу, — припускає Мельник, і звучить переконливо». Літературна критикиня Інга Кейван охарактеризувала книгу Ольги Мельник, як «Книга цікава та унікальна ще й тим, що подає багато ексклюзивної інформації про життя на лайнері: побут, робота, дозвілля персоналу, закулісся неймовірно злагодженої сфери обслуговування, розваги пасажирів, особлива мореплавна професійна лексика, специфічний жаргон». Сама авторка назвала свою книгу «Хотілось показати життя на борту зсередини і розвінчати міф про швидкі і легкі гроші».

### Видавництво
- «Ship Life. Сім місяців добровільного рабства» [Архівовано 24 грудня 2018 у Wayback Machine.] на сайті «Видавництва 21»
- Кейван І. (22 листопада 2017). Рабство твоє: як на землі, так і на кораблі. Видавництво 21. Архів оригіналу за 24 грудня 2018. Процитовано 24 грудня 2018.

### Критика
- Кравець М. (16 квітня 2018). Рабство твоє: як на землі, так і на кораблі. Leport. Архів оригіналу за 24 грудня 2018. Процитовано 24 грудня 2018.
- Безверхній Д. (31 березня 2018). Ship life, або Сім місяців добровільного рабства. Книжкова Шафа. Архів оригіналу за 8 грудня 2018. Процитовано 24 грудня 2018.
- Улюра Г. (16 травня 2018). Бонусні милі: 5 книжок про дороги, які не обирають. Лівий берег. Архів оригіналу за 24 грудня 2018. Процитовано 24 грудня 2018.
- MadeInUkraine: Ship Life. Сім місяців добровільного рабства на YouTube

### Інше
- Ольга Мельник презентує книгу «Ship life. Сім місяців добровільного рабства». Читимо. 1 лютого 2018. Архів оригіналу за 24 грудня 2018. Процитовано 24 грудня 2018.